# Kuhmoinen
Kuhmoinen es un municipio de Finlandia ubicado en la región de Pirkanmaa.
En 2022, el municipio tenía una población de 2119 habitantes.
Se ubica unos 30 km al sur de Jämsä, sobre la carretera 24 que lleva a Lahti, en la costa occidental del lago Päijänne. Hay un total de 316 lagos en el municipio, siendo también importantes el Vehkajärvi y el Isojärvi; junto a este último se ubica el parque nacional de Isojärvi.

## Historia
El pueblo es de origen medieval y se conoce su existencia en documentos desde 1483, cuando se menciona con el topónimo sueco Kuchmois, en el territorio de la parroquia de Padasjoki. En 1784-1785 se construyó la iglesia del pueblo. El municipio fue fundado en 1868.
Perteneció a la región de Finlandia Central hasta 2021, cuando pasó a formar parte de la región de Pirkanmaa.